# Blomsteräggssläktet
Blomsteräggssläktet (Conophytum) är ett släkte med suckulenta växter i familjen isörtsväxter. De kommer ursprungligen från södra Afrika. Conophytum-växternas morfologi är ganska okomplicerad; de består av rötter och två köttiga blad mellan vilka blomman växer upp. Blomningstiden är vanligen på sensommaren, men även försommarblommande arter förekommer. Några arter blommar på natten och vissa har blommor som doftar.
Under Conophytum-växternas viloperiod använder de vattnet som finns lagrat i bladen. Under den perioden krymper och dör bladen långsamt, men inuti dem växer ett nytt bladpar fram. Ska Conophytum odlas ska de inte vattnas under viloperioden och under tiden som de nya bladen växer ska de endast vattnas försiktigt. För mycket vatten kan innebära att bladen spricker.

Bladparets utseende kan delas in i tre huvudsakliga typer:
- Rund form. Dessa växter, varav det finns närmare 300 varieteter, behöver torka under sin viloperiod från april till och med maj, humus och skugga. I denna grupp finns bland annat följande arter (blomfärg inom parentes): C. assimile (gräddvit), C. calculus (gul), C. ectypum (rosa), C. meyeri (gul), C. minutum (lila), C. obconellum (gul, doftande), C. odoratum (rosa-röd, doftande), C. ovigerum (gul), C.saxetanum (vit), C. tischeri (lila), C. violaciflorum (lila-rosa) och C. waeforme (vit).

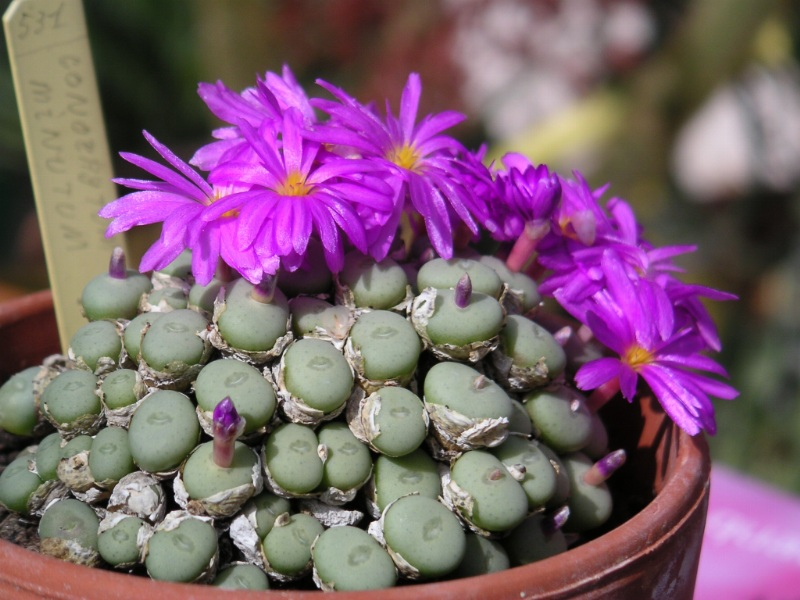
C. minutum har rund form

- Tillplattad form, som Lithops. Dessa tål full sol när de växer i det fria. De föredrar sandig jord. I denna grupp finns bland annat följande arter: C. flavum (gul), C. gratum (röd), C. obcordellum (vit), C. parviflorum (vit), C. pearsonii (röd) och C. truncatum (gul).
- Smalare, utsträckt form med bladen tydligt särskilda. De blommar vanligen tidigt på sommaren. I denna grupp finns bland annat följande arter: C. bilobum (gul), C. cordatum (gul), C. elishae (gul), C. emianum (rosa), C. meyerae (gul), C. muscosipapillatum (gul) och C. teguliflorum (orange).

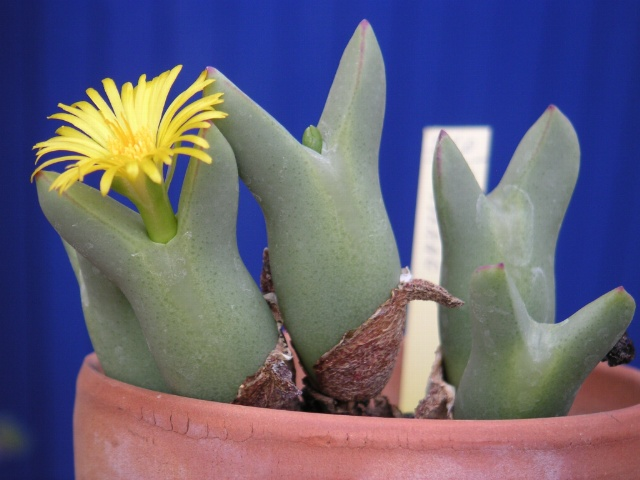
C. meyerae har smal, utsträckt form